# Ernest Chuard

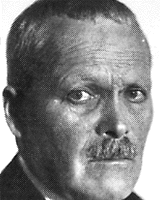

Ernest Chuard (Corcelles-près-Payerne, 31 juli 1857 - Lausanne, 9 november 1942), was een Zwitsers politicus.
Chuard was de zoon van Louis Chuard, een invloedrijk liberaal politicus in het kanton Vaud.
Ernest Chuard was van 1890 tot 1897 voor de Vrijzinnig Democratische Partij (FDP) lid van de gemeenteraad van Lausanne. Van 1907 tot 1909 was hij lid van de Nationale Raad, van 1909 tot 1912 was hij lid van de Grote Raad van Vaud. In 1912 werd hij in de Staatsraad van Vaud gekozen. Hij beheerde het departement van Opvoeding en Cultuur (1912-1917) en het departement van Landbouw, Handel en Industrie (1917-1919). Tijdens de Eerste Wereldoorlog (1914-1918) was hij directeur Voorzieningen van het kanton Vaud.
Van 1 januari 1915 tot 31 december 1915 en van 19 augustus 1919 tot 31 december 1919 was hij voorzitter van de Staatsraad van Vaud (regeringsleider).
Op 11 december 1919 werd Ernest Chuard in de Bondsraad gekozen. Hij ambieerde het overigens niet om in de Bondsraad te worden gekozen; hij was niet eens de officiële kandidaat van de vrijzinnigen van Vaud, dat was Paul Maillefer (1862-1929). Ernest Chuard bleef tot 31 december 1928 lid van de Bondsraad. Hij beheerde het Binnenlandse Zaken.
Ernest Chuard in 1923 vicepresident en in 1924 bondspresident.